# 王遇 (北魏)
王遇（?—?），北魏宦官，字慶時，本名他恶。馮翊郡李润镇（今陕西高陵北）人，羌族。与雷、党、不蒙都是羌中强族。自称其祖先姓王，后改姓钳耳，魏宣武帝时复为王姓。
他的家族自晋朝以来，一直是酋长。父王守貴。获罪受腐刑，入为宦官，开始为中散。转任内行令、中曹給事中，加員外散騎常侍、右将軍，封为富平子。后为散騎常侍、安西将軍，进爵宕昌公。以散騎常侍任尚書，转任吏部尚書。492年（太和十六年），爵位降为侯爵。出为安西将軍、華州刺史，加散騎常侍。
孝文幽皇后失势，王遇向魏孝文帝诉说幽皇后之罪。後幽皇后再被孝文帝寵愛，王遇以誹謗罪免官，爵位被剥奪，蟄居於私邸。魏宣武帝初年，兼将作大匠。受光禄大夫，爵位恢复。孝文废皇后出家为尼，王遇去探望，给她衣食用品。
王遇擅长于工程建筑，当时的平城方山佛寺、文明太后陵廟、洛陽東郊馬射壇殿、文昭太后墓園、洛陽太極殿東西两堂、内外諸門等陵庙殿庭，大都是由其主持修造的。王遇病危时，太傅、北海王元详与太妃都前往探问，见其病状为之落泪。在官任上去世。追贈使持节、镇西将军、雍州刺史，侯如故。弟弟的儿子王厲为養子，嗣爵宕昌侯。

## 延伸阅读
[在维基数据编辑]
 《魏書·卷94》，出自魏收《魏书》